# Frédéric Rouge

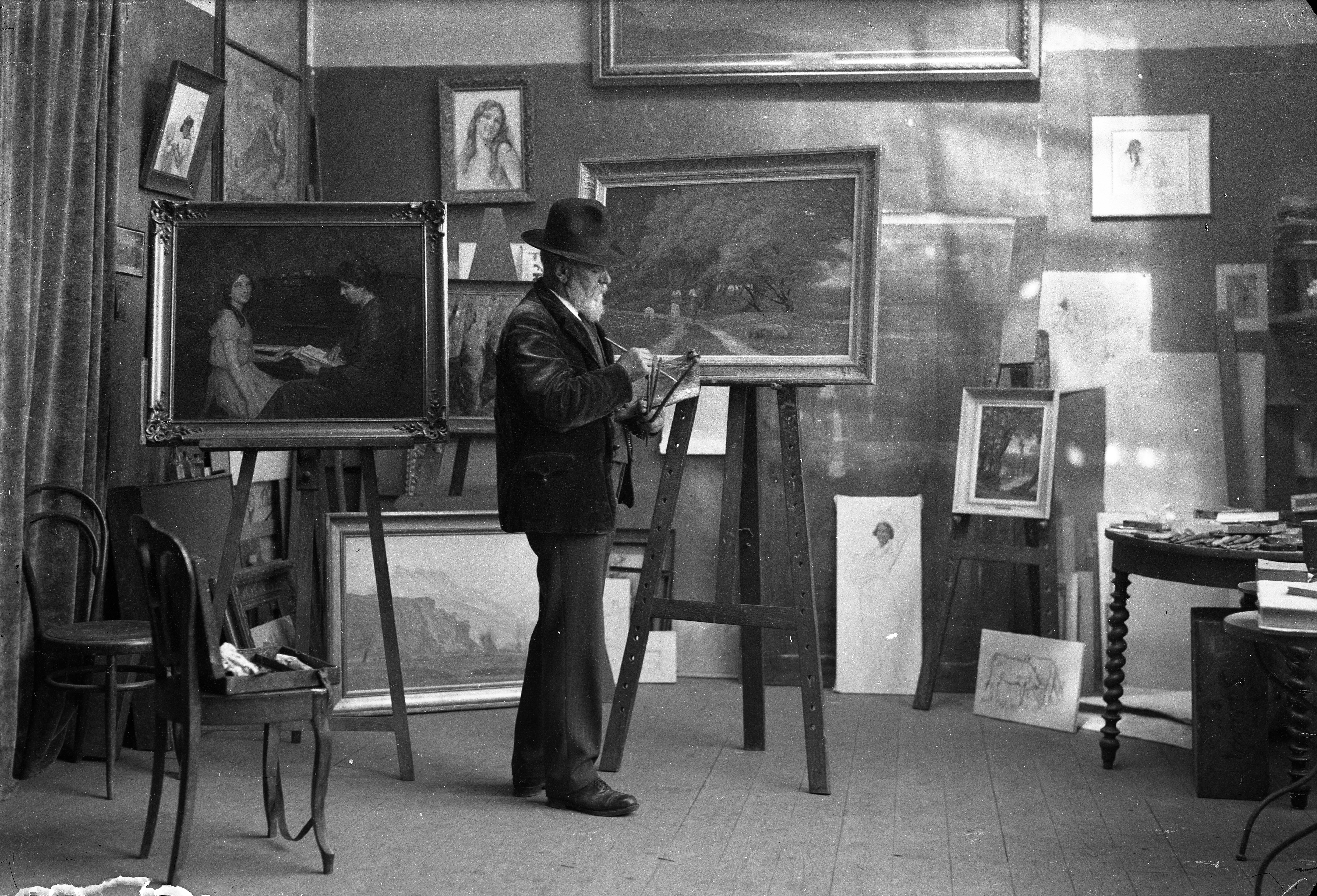
Frédéric Rouge

Frédéric Rouge (* 27. April 1867 in Aigle; † 13. Februar 1950 in Ollon) war ein Schweizer Maler.

## Leben
Frédéric Rouge wuchs in Aigle auf. Im Alter von 15 Jahren begann er eine Lehre bei dem damals bekannten Tier- und Genremaler Walter Vigier in Solothurn. Nach Studien an der Kunstgewerbeschule in Basel, der Académie Julian in Paris und einem Aufenthalt in Florenz kehrte er nach Aigle zurück. 1903 kaufte er das Landgut Les Cèdres in Ollon, das er bis zu seinem Tod im Jahre 1950 bewohnte.

## Werk

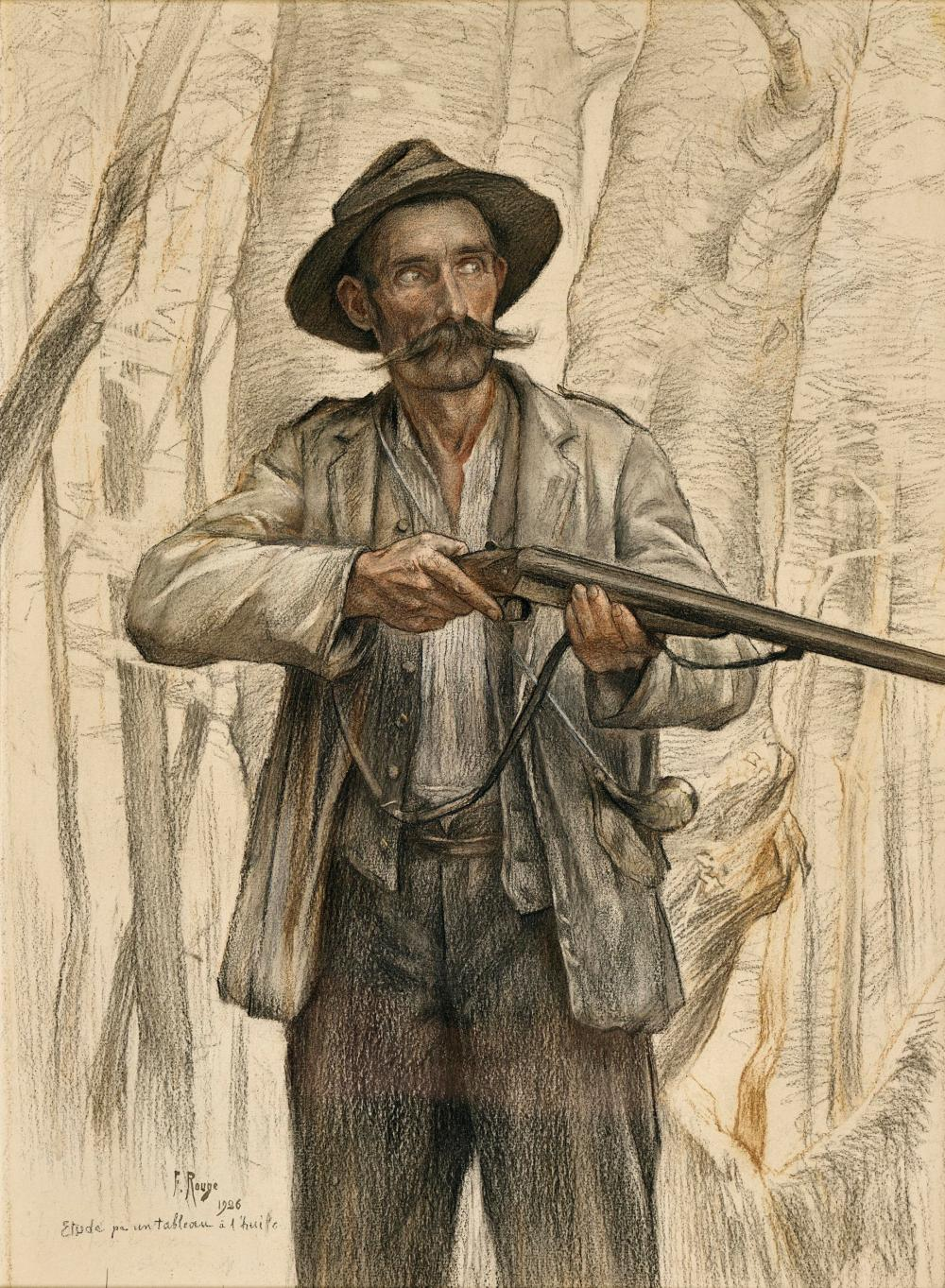
Zeichnung von Frédéric Rouge: Le chasseur (Der Jäger)

Frédéric Rouge schuf zahlreiche Ölbilder im Stil von Albert Anker (1831–1910), Frank Buchser (1828–1890) oder Karl Stauffer-Bern (1858–1891). Daneben entwarf er 1926 zwei Glasbilder für die Kirche von Vionnaz, schuf 1939 das Wandbild «Der Sämann» in der reformierten Kirche von Ollon. Er gestaltete auch zahlreiche Plakate und malte für eine Weinetikette der Kellerei Henri Badoux in Aigle eine Eidechse, die stilisiert von der Firma heute noch als Logo verwendet wird.